# Kuikkalampi (sjö i Ilomants, Norra Karelen)
Kuikkalampi är en sjö i kommunen Ilomants i landskapet Norra Karelen i Finland. Den är 22,1 meter djup. Arean är 44 hektar och strandlinjen är 4,42 kilometer lång. Sjön  ingår i Vuoksens huvudavrinningsområde.   Den ligger omkring 72 kilometer öster om Joensuu och omkring 430 kilometer nordöst om Helsingfors. 
Kuikkalampi ligger i Petkeljärvi nationalpark. 